# VdB 58
vdB 58 è una piccola nebulosa a riflessione visibile nella costellazione di Orione.
Si trova nella parte meridionale della costellazione, sovrapposta alla nebulosità dell'Anello di Barnard, che in questa regione si presenta debolmente luminoso; la sua posizione è individuabile circa 1°10' a nordovest di Saiph (κ Orionis). Si tratta di un debolissimo filamento di gas illuminato da una stella di decima magnitudine apparente, catalogata come BD-08 1208, la quale possiede un colore rossastro, impresso anche sulla nebulosa a riflessione. La misurazione della parallasse riporta un valore negativo, pertanto è inutilizzabile per calcolarne la distanza; neppure la sua classe spettrale è stata rilevata.